# 阿莱布里赫

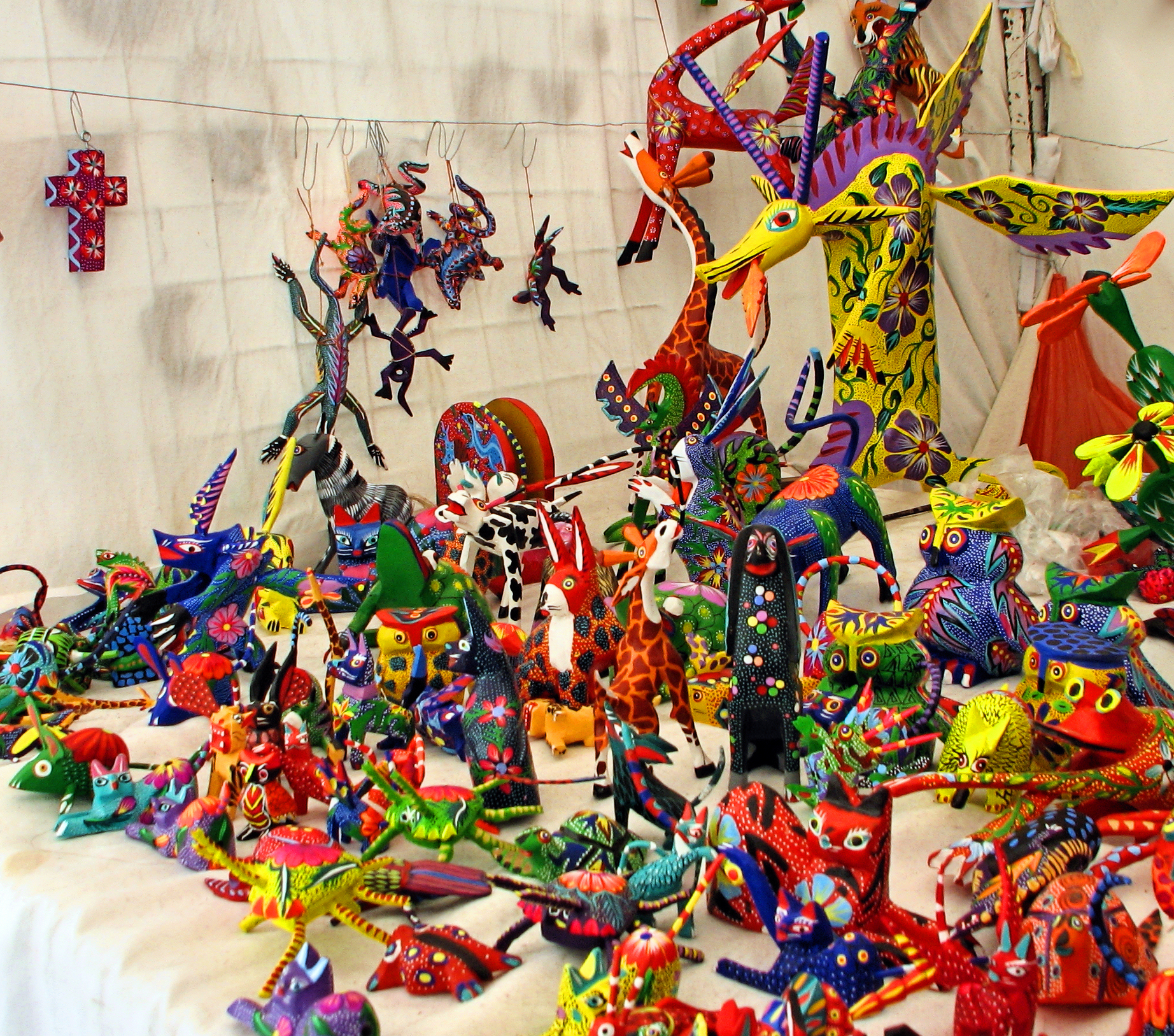
瓦哈卡市场里的阿莱布里赫

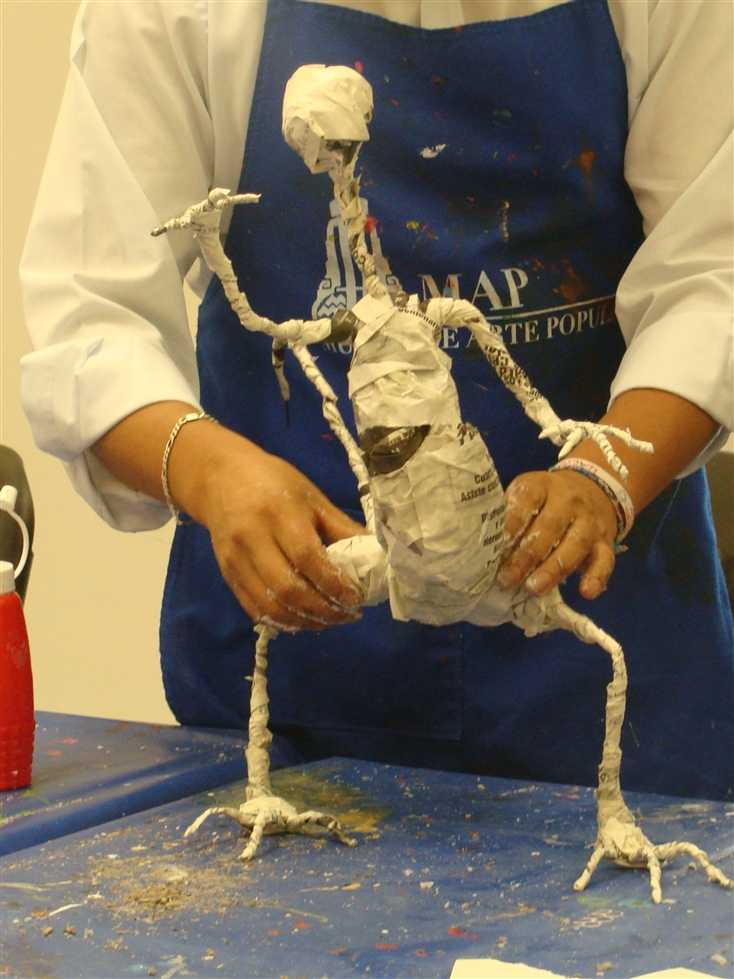
制作中的纸雕阿莱布里赫

阿莱布里赫（西班牙語：alebrije）是墨西哥民间艺术特有的一类色彩艳丽的奇幻生物手工艺品。

## 历史
这一艺术形式由墨西哥工匠佩德罗·利纳雷斯于1936年创造。其灵感源于利纳雷斯一次生病卧床时梦到的各种异兽。等到康复后，他在这些梦中意象的基础上创造了许多纸雕作品，并将它们命名为“阿莱布里赫”。后来，库埃纳瓦卡的一间画廊老板发现了他的作品，并引起了墨西哥著名艺术家迭戈·里维拉与弗里达·卡罗夫妇的注意。1975年，英国电影人朱迪丝·布洛诺夫斯基（Judith Bronowski）拍摄了一部纪录片介绍利纳雷斯的作品，使其逐渐广为人知。
利纳雷斯最初创作的都是纸雕工艺品，后来瓦哈卡雕刻家曼努埃尔·拉米雷斯等则用木雕来打造利纳雷斯的这些奇特生物，并与瓦哈卡的木雕动物传统相结合。随着木雕阿莱布里赫的流行，当地用来雕刻这些工艺品的光叶裂榄木（Bursera glabrifolia）被大量砍伐，濒临灭绝。
1990年，利纳雷斯因创造了阿莱布里赫而获颁墨西哥国家艺术与科学奖。
2007年起，墨西哥民间艺术博物馆每年都会在墨西哥城举办阿莱布里赫游行（Desfile de alebrijes en Ciudad de México）。